# Internationale Amateur-Handball-Federation
Die International Amateur Handball Federation (IAHF) war als Welt-Handballverband Vorgänger der Internationalen Handballföderation (IHF). Sie wurde 1928 gegründet und 1946 faktisch aufgelöst.

## Vorgeschichte und Gründung
Nachdem am 13. September 1925 das erste Feldhandball-Länderspiel zwischen Deutschland und Österreich in Halle (Saale) stattgefunden hatte, entstand die Notwendigkeit, für künftigen internationalen Spielverkehr die Regeln zu standardisieren und eine Dachorganisation zu gründen.
1926 berief die International Amateur Athletics Federation (IAAF) eine Fachkommission für alle Ballspiele, die mit den Händen gespielt werden, wie Feldhandball, Court-Handball, Volleyball und Basketball. Ein im gleichen Jahr gebildetes Komitee sollte international verbindliche Regeln für Feldhandball festlegen.
Zwei Jahre später, während der IX. Olympischen Sommerspiele in Amsterdam, lud die IAAF Repräsentanten verschiedener nationaler Verbände ein, um über die Bildung eines von ihr unabhängigen Dachverbandes zu befinden. Delegierte aus 11 Ländern gründeten schließlich am 4. August 1928 die International Amateur Handball Federation (IAHF), wiederum für alle Ballspiele, die mit den Händen gespielt werden – also nicht ausschließlich für die Sportart Handball. Die Teilnehmer kamen aus Dänemark, Deutschland, Finnland, Frankreich, Griechenland, Irland, Kanada, Österreich, Schweden, der Tschechoslowakei und den Vereinigten Staaten. Zu den Gründungsmitgliedern gehörten der spätere IOC-Präsident Avery Brundage sowie der finnische Athlet und Sportlehrer Lauri „Tahko“ Pihkala, der das dortige Nationalspiel Pesäpallo entwickelt hatte.

## Andere Sportarten in der IAHF
Obwohl noch im gleichen Jahr innerhalb der IAHF eine Technische Kommission für Basketball gebildet worden war, um dieses Spiel zu leiten und zu kontrollieren, trat sie nie zusammen. Sechs Jahre später wurde diese Kommission aufgelöst, und die IAHF übertrug am 1. September 1934 alle Zuständigkeiten für Basketball der 1932 gegründeten Fédération Internationale de Basketball (FIBB, später FIBA).
1934 gab es auf dem IAHF-Kongress in Stockholm den ersten Versuch, eine internationale Volleyball-Organisation zu etablieren. Weitere Aktivitäten in diese Richtung fanden während der Olympischen Sommerspiele 1936 in Berlin statt, wurden aber durch den Zweiten Weltkrieg unterbrochen. 1946 trafen sich Repräsentanten aus Frankreich, Polen und der Tschechoslowakei in Prag und beschlossen, für den April 1947 einen internationalen Kongress in Paris einzuberufen, auf dem die Fédération Internationale de Volleyball gegründet wurde.

## Organisation
Sitz der IAHF war München.
Präsidenten der IAHF waren unter anderen
- 1928 bis 1931 der Münchener Franz-Paul Lang, Chef der Deutschen Sportbehörde für Athletik
- 1931 bis 1938 das deutsche IOC-Mitglied  Karl Ritter von Halt, nach dem Rücktritt Langs bis 1934 zunächst kommissarisch
- 1938 bis 1941 der Leiter des Fachamts Handball und Basketball im NS Reichsbund für Leibesübungen, Richard Herrmann.[7]

## Entwicklung
Durch die Initiative der IAAF und der IAHF wurde Feldhandball bei den Olympischen Sommerspielen 1928 und 1932 als Demonstrationssportart zugelassen und 1933 vom IOC als olympische Disziplin anerkannt. So gab es 1936 ein Feldhandball-Turnier bei den Spielen in Berlin. Zu diesem Zeitpunkt hatte die IAHF bereits 23 Mitgliedsländer.
Die IAHF organisierte bereits 1938 die ersten Weltmeisterschaften im Feld- und im Hallenhandball.
Im Verlaufe des Krieges kamen sowohl der internationale Spielverkehr als auch die Kontakte zwischen den Mitgliedsländern zum Erliegen. Danach fand die Idee eines Gesamtverbandes für mehrere Ballsportarten keinen Anklang mehr: Am 11. Juli 1946 wurde in Basel die International Handball Federation (IHF) von Repräsentanten aus acht Ländern gegründet, in denen Feld- und/oder Hallenhandball gespielt wurde: Dänemark, Finnland, Frankreich, den Niederlanden, Norwegen, Polen, Schweden und der Schweiz. Der neue Verband sollte ausschließlich für die Sportart Handball zuständig sein.